# ريتشارد ترافيس
ريتشارد ترافيس (بالإنجليزية: Richard Travis)‏ هو عسكري نيوزيلندي، ولد في 6 أبريل 1884 في أوبوتكي ‏ في نيوزيلندا، وتوفي في 25 يوليو 1918 في Rossignol Wood Cemetery ‏ في فرنسا.